# Petroúpoli
Petroúpoli (en grec : Πετρούπολη) est une ville de Grèce située en Attique dans l'agglomération d'Athènes. Selon le recensement de 2001, la population de la ville atteint 48 327 habitants pour une superficie de 6 800 km². Le maire est depuis 2019 Stéfanos-Gabriíl Vláchos.

## Géographie
Petroúpoli s'étend jusqu'à une altitude moyenne de 140 mètres au pied de la  montagne Aigáleo (el), à 7 kilomètres au nord-ouest d'Athènes.
Sur le territoire de la commune, le sommet due Pikilo ou Zacharitsa est le point culminant à 465 mètres.
Son paysage rocheux s'étend sur toute la longueur de la commune du côté nord-ouest et est couvert de buissons et d'arbustes.
La municipalité a une superficie de 6 597 km2.
Ses rues principales (avenue du 25 mars, rue Anatolikis Romylias et rue Perikleous) relient la ville à 
Ílion et Peristeri.

## Subdivisions administratives
Petroupoli regroupe dix quartiers:
- Agia Triada (Αγία Τριάδα)
- Agios Dimitrios (Άγιος Δημήτριος)
- Ano Petroupoli (Άνω Πετρούπολη)
- Kato Petroupoli (Κάτω Πετρούπολη)
- Kipoupoli (Κηπούπολη)
- Michelis (Μιχελής)
- Nisaki (Νησάκι)
- Panorama (Πανόραμα)
- Palatiani (Παλατιανή)
- Pefka Verdi (Πεύκα Βέρδη)

## Administration
Petroúpoli est une ville traditionnellement communiste. On peut citer notamment Nikólaos Paximadás (el) et Yórgos Yógos (1994-2002).
Entre 2002 et 2010, le maire était Stéfanos-Gabriíl Vláchos, candidat des partis de gauche Synaspismos et PASOK. En 2010, c'est le candidat du parti communiste grec Thomás Kotsambás qui a été porté à la tête de Petroúpoli devenant ainsi l'unique dème communiste de Grèce.

## Démographie
| 1951  | 1961  | 1971   | 1981   |
| ----- | ----- | ------ | ------ |
| 1 612 | 8 520 | 18 634 | 27 902 |

| 1991   | 2001   | 2011   | 2021   |
| ------ | ------ | ------ | ------ |
| 38 278 | 48 327 | 58 979 | 60 146 |

## Transports
Le réseau autoroutier n'est accessible depuis Petroupoli que par les rues du centre-ville.
L'autoroute A1 passe à environ trois kilomètres au sud-ouest.
L'autoroute A65, passe derrière la montagne Aigáleo (el) à quelques kilomètres seulement de la commune.
Les transports publics locaux sont assurés par des bus.

## Galerie

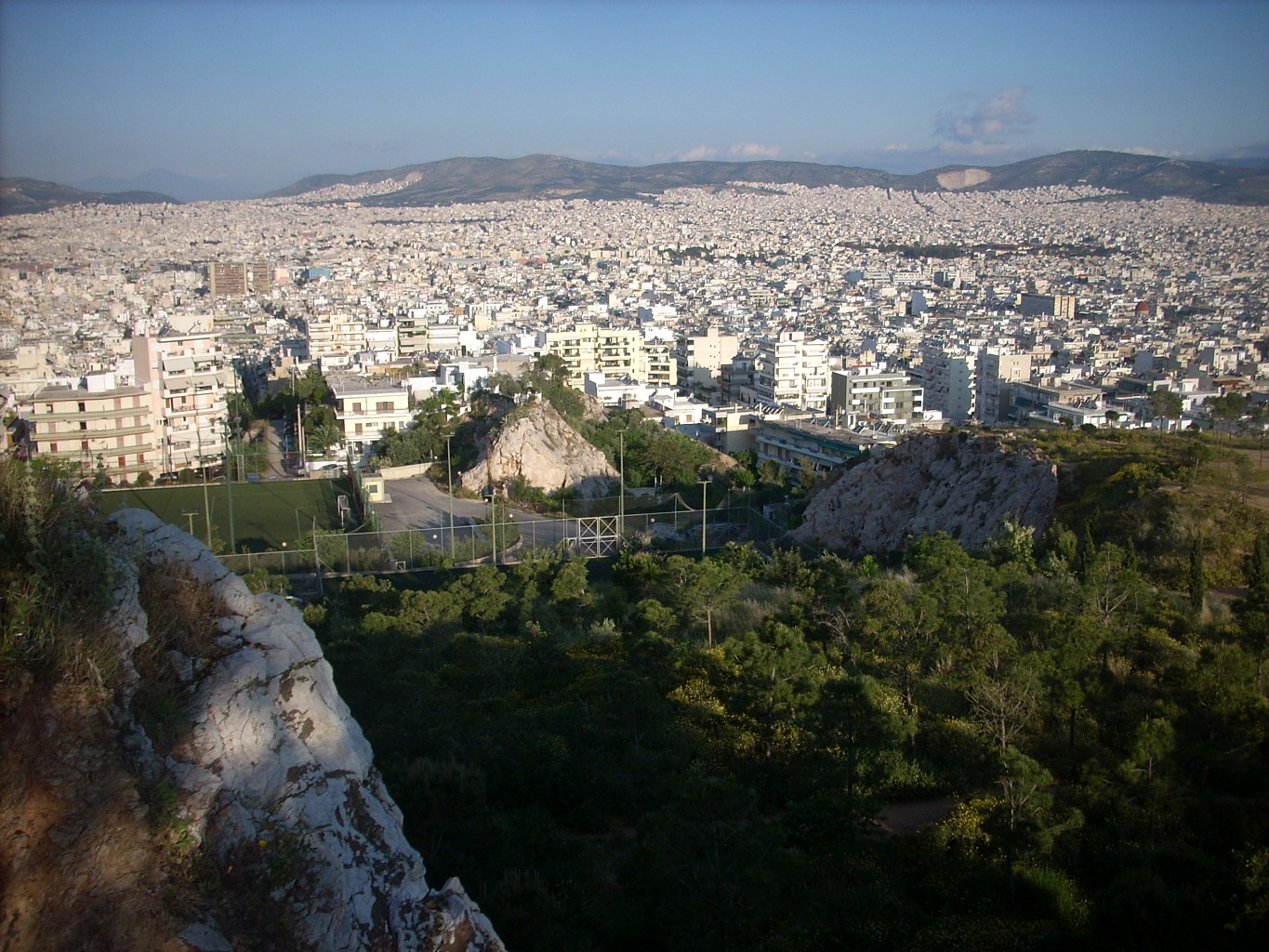
Petroupoli vu de Lofos Elikonos.
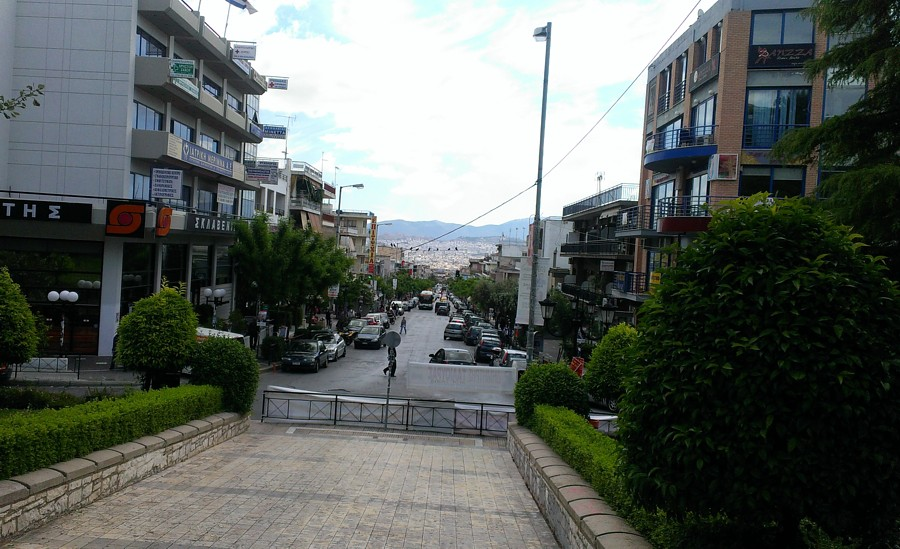
Vue vers le centre d'Athènes
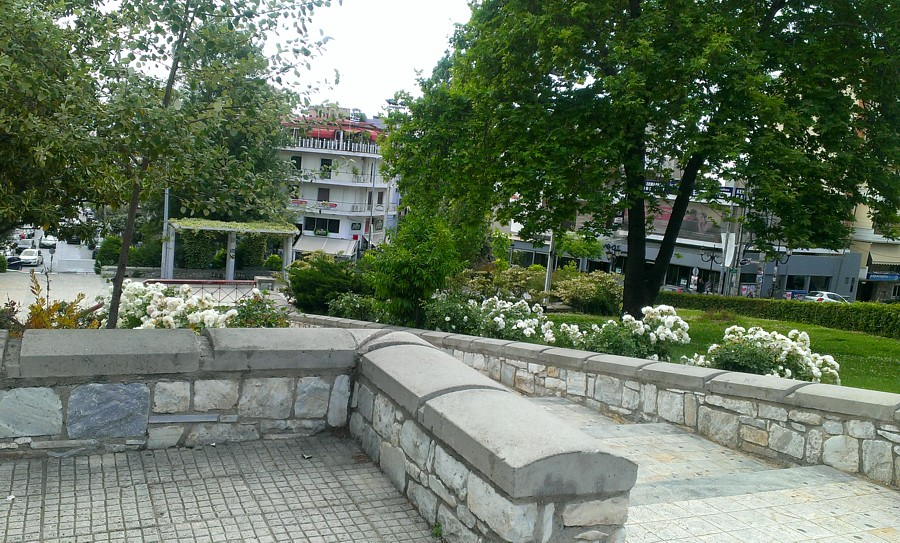
Place centrale Agios Dimitrios
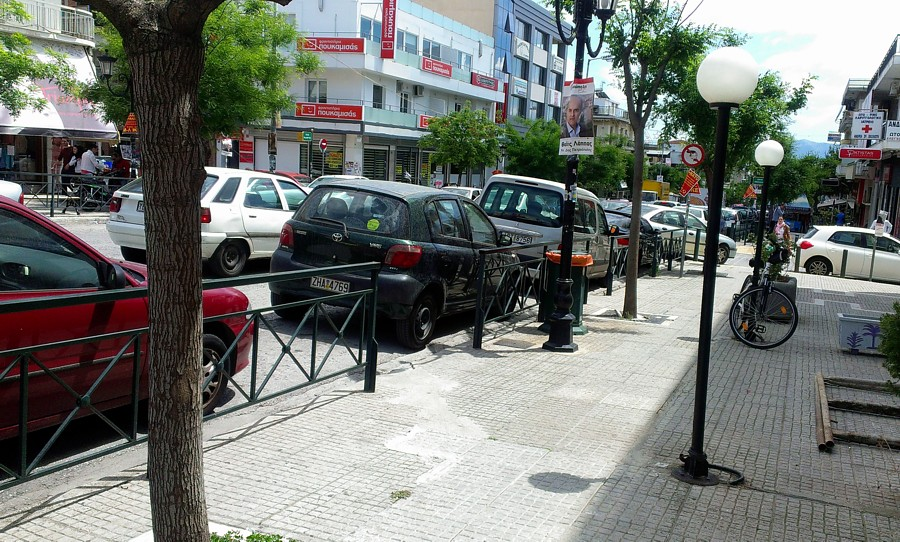
La rue du 25 mars.